# Campanula truedingeri
Campanula truedingeri är en klockväxtart som beskrevs av Josef Murr. Campanula truedingeri ingår i släktet blåklockor, och familjen klockväxter. Inga underarter finns listade i Catalogue of Life.